# Priors Hardwick
Priors Hardwick is een civil parish in het bestuurlijke gebied Stratford-on-Avon, in het Engelse graafschap Warwickshire met 172 inwoners.